# 세가 채널
세가 채널(Sega Channel)은 세가가 메가 드라이브 비디오 게임 콘솔을 위해 개발한 온라인 게임 서비스로, 콘텐츠 전송 시스템 역할을 했다. 1994년 12월 12일에 출시된 세가 채널은 TCI와 타임 워너 케이블(Time Warner Cable)이 동축 케이블을 통해 케이블 텔레비전 서비스로 일반에 제공했다. 이는 고객이 온라인으로 메가 드라이브 게임을 즐기고, 게임 데모를 플레이하며, 치트 코드를 얻을 수 있는 유료 서비스였다. 1998년 7월 31일까지 지속된 세가 채널은 세가의 차세대 콘솔인 세가 새턴 출시 3년 후에도 운영되었다. 세가 채널은 시기 부적절한 출시와 비싼 구독료로 비판받았지만, 다운로드 가능한 콘텐츠의 혁신과 온라인 게임 서비스에 미친 영향으로 찬사를 받았다.

## 역사

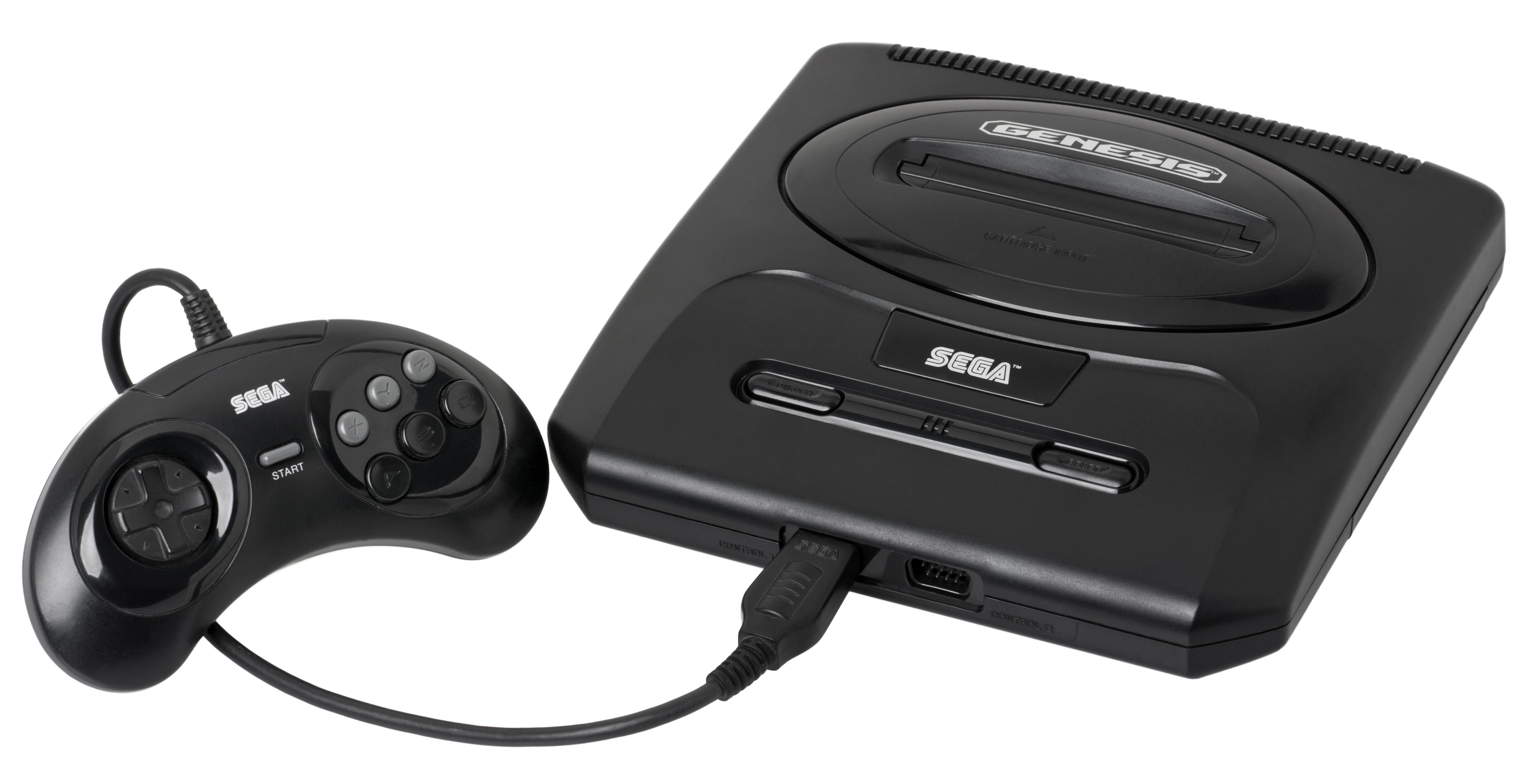
1993년에 출시된 모델 2 메가 드라이브

1988년 일본에서 메가 드라이브로, 1989년 북아메리카에서, 1990년 유럽 및 기타 지역에서 메가 드라이브로 출시된 메가 드라이브는 세가의 16비트 시대 비디오 게임 콘솔 시장 진출작이었다.
1990년, 세가는 일본에서 메가 드라이브용 첫 인터넷 기반 서비스인 세가 메가넷을 시작했다. 카트리지와 메가 모뎀이라는 주변기기를 통해 작동하며, 메가 드라이브 소유자들이 17개의 게임을 온라인으로 플레이할 수 있게 했다. 북아메리카 버전인 "텔레-제네시스"가 발표되었지만 출시되지는 않았다. 또 다른 전화 기반 시스템인 메가 앤서는 일본 메가 드라이브를 온라인 뱅킹 단말기로 전환했다. 메가넷은 게임 수가 적고 가격이 비싸며 일본에서 메가 드라이브의 성공이 미미하여 상업적으로 실패했다. 1992년에는 메가 모뎀 주변기기가 할인된 가격으로 염가 판매대에서 발견되었고, 1993년에 출시된 재설계된 메가 드라이브 버전은 EXT 9핀 포트를 제거하여 메가넷 서비스와의 연결을 막았다.
1993년 4월, 세가는 케이블 텔레비전 서비스를 이용해 콘텐츠를 제공하는 세가 채널 서비스를 발표했다. 미국에서는 6월에 전국적인 테스트가 시작되었고, 12월에 배포가 시작되었으며, 1994년에는 미국 전역에 출시되었다. 1994년 6월까지 21개 케이블 회사가 세가 채널 서비스를 제공하기로 계약했다. 미국 요금은 지역에 따라 달랐지만, 월 약 미화 15달러에 25달러의 활성화 요금이 부과되었으며, 여기에는 어댑터가 포함되었다. 세가 채널은 1995년 후반에 캐나다로 확장되었고, 월 약 캐나다 달러 19달러의 요금이 부과되었다. 서비스 기획 단계에서 세가는 블록버스터를 통해 메가 CD가 대여되어 성공을 거두었던 대여 시장을 활용하려 했고, 서비스의 게임과 데모를 통해 더 많은 카트리지를 판매하는 것을 목표로 했다.
1995년 초, 세가 CEO 나카야마 하야오는 세가 메가 드라이브와 그 애드온인 메가 CD 및 슈퍼 32X의 개발을 중단했다. 이 결정은 이미 일본에서 출시된 세가 새턴을 지원하기 위한 것이었다. 이로 인해 세가 채널 출시는 메가 드라이브의 시장 하락기에 이루어졌다. 전성기에는 세가 채널이 25만 명 이상의 가입자를 보유했지만, 1997년에는 그 수가 23만 명으로 감소했으며, 이는 나카야마가 메가 드라이브에서 새턴으로 초점을 옮긴 지 2년 후였다. 세가는 서비스를 PC로 가져올 방법을 모색했지만, 케이블 모뎀과 인터넷 게임의 부상으로 이러한 서비스에 대한 수요가 줄어들었다. 1997년 11월 말, 세가 채널이 1998년 6월 30일에 폐쇄될 것이라고 발표되었으나, 한 달 더 운영되다가 결국 1998년 7월 31일에 중단되었다.

## 기술적 측면 및 사양

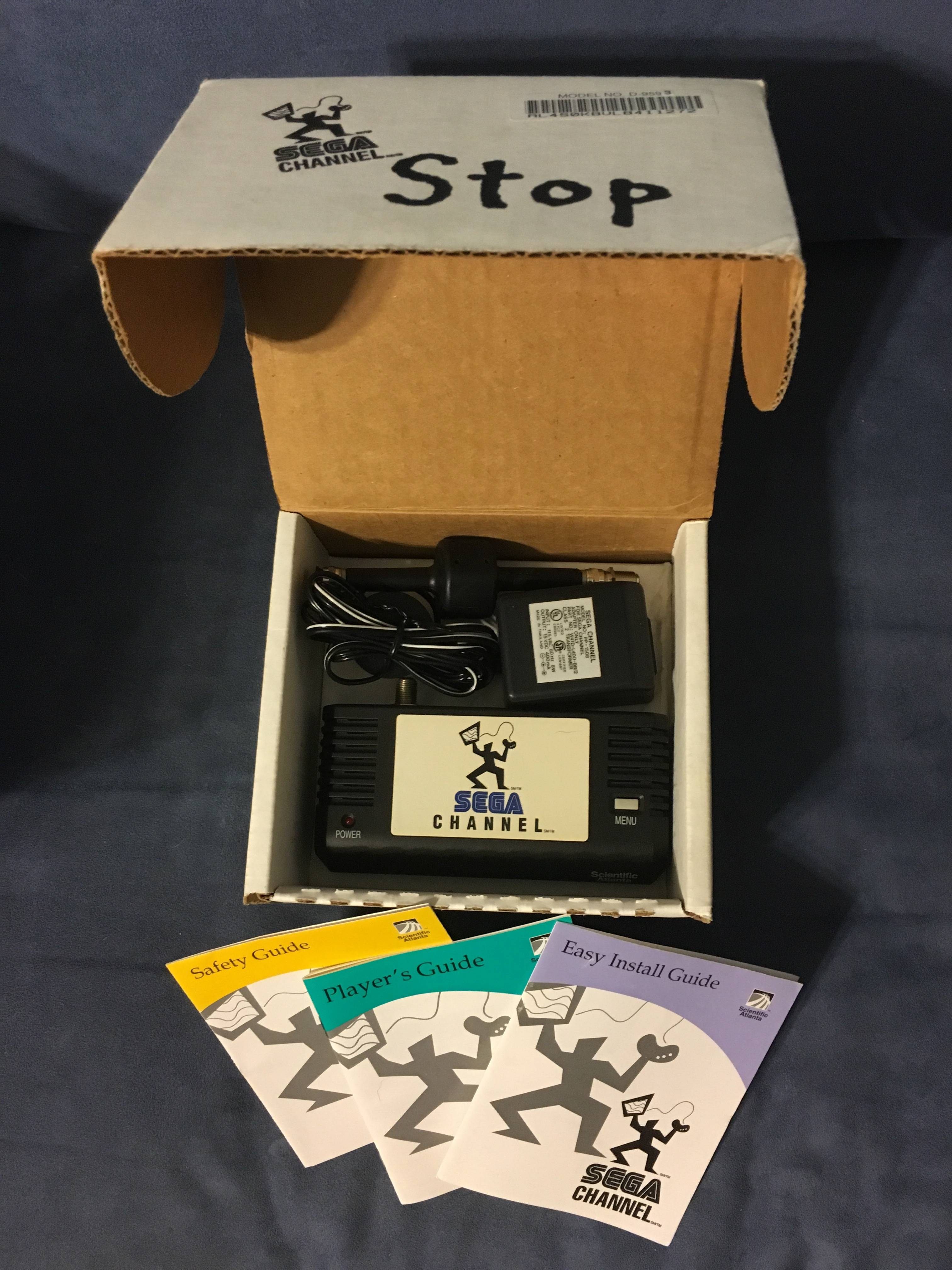
Scientific Atlanta 세가 채널 어댑터, 원래 상자에 전원 어댑터, 동축 어댑터 및 설명서 포함

초기 구매 및 활성화 요금을 지불한 후, 메가 드라이브 소유자는 콘솔의 카트리지 슬롯에 삽입되는 어댑터를 받게 된다. 어댑터는 콘솔을 케이블 텔레비전 선에 연결했으며, 이는 카트리지 뒷면에 있는 동축 케이블 출력을 통해 이루어졌다. 세가 채널 어댑터가 설치된 메가 드라이브 콘솔을 시작하면 서비스의 메인 메뉴가 로드되는데, 이 과정은 약 30초가 걸렸다. 거기서 게이머는 플레이하고 싶은 콘텐츠에 접속하여 시스템에 다운로드할 수 있었고, 게임당 몇 분까지 걸릴 수 있었다. 이 데이터는 어댑터의 온보드 4MB RAM에 다운로드되었으며, 시스템 전원이 꺼지면 삭제되거나 제거되었다.
세가 채널의 월별 서비스 프로그램 및 전송은 세가의 제작팀에서 시작되었는데, 이 팀은 매월 콘텐츠를 취합하여 CD-ROM에 로드했다. 그런 다음 덴버, 콜로라도에 위치한 TCI의 위성 기지로 전송되었다. 기지에서 신호는 Hughes Communications의 갤럭시 7 위성을 통해 전송되었으며, 1.435 GHz로 업로드되고 1.1 GHz로 다운로드되어 지역 케이블 제공업체로 전달되었다. 그러나 캐나다, 남미, 유럽에서는 위성 전송 단계를 완전히 건너뛰고 케이블 텔레비전 헤드엔드를 통해 세가 채널 CD-ROM을 직접 업로드하는 방식을 선호했다. 신호가 제대로 작동하려면 다운로드 중단을 방지하기 위해 노이즈가 없어야 했다. 문제를 방지하기 위해 케이블 제공업체는 방송 신호를 "정화"해야 했다.

## 게임
세가 채널 서비스는 한 번에 최대 50개의 메가 드라이브 게임을 제공했다. 타이틀은 매월 교체되었지만, 일부 업데이트는 주간으로 이루어졌다. 1997년, 세가는 한 번에 제공되는 게임 수를 70개로 늘리고 업데이트 주기를 격주로 변경했다. 서비스 게임에는 소닉 & 너클즈, 이터널 챔피언, 스페이스 해리어 II와 같은 세가 개발 타이틀과 뱁시 2 및 알라딘과 같은 세가 라이선스 타이틀이 포함되었다. 이 게임들 중 일부는 어댑터의 메모리에 맞도록 카트리지 버전보다 콘텐츠가 축소되었는데, 예를 들어 슈퍼 스트리트 파이터 II가 그랬다. 세가 채널은 또한 펄스맨, 록맨 메가 월드, 에일리언 솔저와 같이 북미에서 카트리지 출시가 되지 않은 게임들을 서비스에 제공했다. 이 서비스는 또한 프라이멀 레이지와 같은 출시 예정 게임의 데모를 제공했다. 게임과 데모는 정기적으로 교체되었지만, 게임이 배치되는 카테고리는 고정되어 변경되지 않았다. 자녀 보호를 염두에 두고, 서비스의 모든 게임은 비디오게임 등급 위원회로부터 등급을 받았다. 서비스에는 또한 부모가 성인 등급 콘텐츠에 접속하기 위해 암호를 설정할 수 있는 잠금 시스템이 포함되어 있었다.
게임과 데모 외에도 세가 채널은 다른 기능들도 제공했다. 치트 코드는 게임 힌트와 함께 네트워크에서 직접 접근할 수 있었다. 이 서비스는 또한 일렉트로닉 아츠의 트리플 플레이 '96 프로모션과 같은 콘테스트를 개최했으며, 1995년에는 24시간 동안 풀 게임을 이용할 수 있었던 짧은 기간 동안 프라이멀 레이지를 완료한 플레이어에게 전화번호를 제공하여 경품을 받을 자격을 주었다.

## 평가와 유산
세가 채널은 서비스 기간 동안 1994년 파퓰러 사이언스의 "올해의 최고 신제품" 상을 수상했다. 마찬가지로, 1995년 8월 스포츠 일러스트레이티드가 실시한 설문조사에서는 9세에서 13세 사이의 어린이들이 세가 새턴이나 곧 출시될 닌텐도 64 또는 플레이스테이션을 구매하는 것보다 세가 채널에 가입할 가능성이 5배 더 높다는 사실이 밝혀졌다. 이 서비스는 25만 명의 가입자를 확보했지만, 세가는 첫 해 말까지 백만 명 이상의 가입자를 예상했으며, 2천만 가구 이상에서 서비스를 이용할 수 있도록 했다.
세가 채널에 대한 회고적 평가는 온라인 게임 개발에서의 혁신과 역할에 대해 칭찬하지만, 높은 구독료와 시장 진입 시기를 비판한다. IGN의 작가 아담 레드셀은 세가 채널이 많은 케이블 회사가 방송 신호를 정화하게 만들고 고속 인터넷 개발에 미친 역할을 언급하며 "지금 광대역 인터넷을 즐기고 있는 바로 그 사실 자체가 세가 덕분일 수 있다"고 말했다. 역시 IGN의 Levi Buchanan|레비 뷰캐넌]]은 세가 채널이 엑스박스 라이브 아케이드 및 플레이스테이션 네트워크와 같은 현대 게임 및 콘텐츠 전송 서비스 개발에 미친 역할을 인정하며 다음과 같이 말했다: "세가와 전체 산업은 세가 채널에서 중요한 교훈을 얻었다. 세가는 드림캐스트의 SegaNet에서 알 수 있듯이 다운로드 및 온라인 아이디어에 여전히 전념했다... XBLA 및 PSN과 같은 현대 포털에서 초기 세가 채널과 같은 서비스의 DNA를 볼 수 있으며, 여기서는 데모가 이제 필수품이다." UGO 네트워크 직원들 역시 세가 채널이 두 서비스 개발에 중요한 단계였다고 인정했다.
Sega-16의 켄 호로위츠는 세가 채널 출시 시기와 높은 구독료에 대해 비판한다. 호로위츠에 따르면: "망해가는 시스템의 게임을 플레이하기 위해 누가 한 달에 13달러를 쓸 것인가? 이 엄청난 실수(세가 엔터프라이즈의 여러 실수 중 하나)로 인해 소매업체들이 시스템 재고를 덤핑하게 되었고, 결국 세가 채널의 운명이 결정적으로 봉인되었다." 뷰캐넌도 같은 감정을 표명하며 다음과 같이 말한다: "아마도 세가 채널이 콘솔의 수명 주기 초기에 출시되었다면(제네시스는 미국에서 1989년에 출시되었다) 상황이 달라졌을 수도 있다. 결국, 이 서비스는 게임과 기술의 발전에 대한 주목을 받았다." UGO 역시 경쟁적인 멀티플레이어 분야에서 세가 채널이 더 많은 개발 시간을 가졌다면 가질 수 있었을 잠재력을 언급하며 다음과 같이 말한다: "세가 채널이 제네시스 수명 주기에서 조금 더 일찍 나왔다면 훨씬 더 많은 노출을 보았을 것이고, 아마도 서비스용으로 직접 개발될 수 있었던 게임들의 온라인 플레이가 가능했을 것이다."

## 같이 보기
- 애플 아케이드
- 패밀리 컴퓨터 네트워크 시스템
- GameLine
- 스테이디어
- 닌텐도 스위치 온라인
- PlayCable
- 플레이스테이션 네트워크
- 사테라뷰
- Sega NetLink
- Teleplay Modem
- XBAND
- 엑스박스 라이브